# Revenge of the Creature

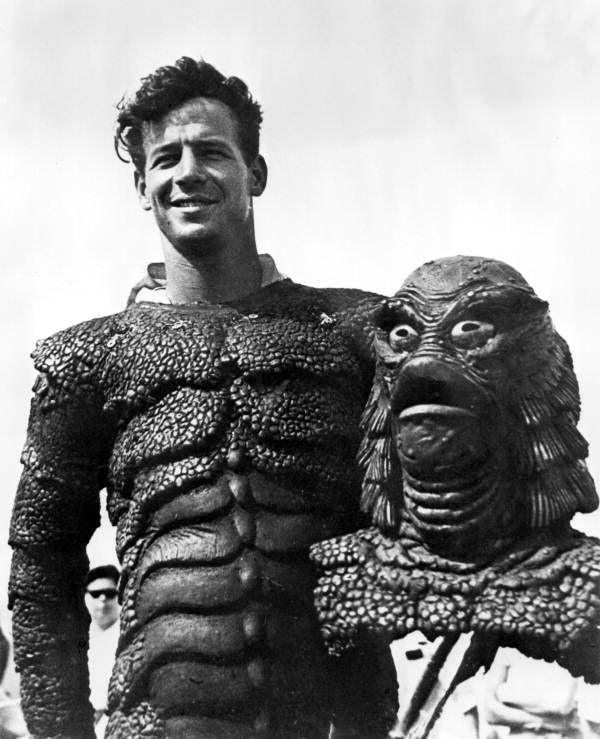
Ricou Browning va interpretar l' "home agalla" a les escenes subaquàtiques de La dona i el monstre ' '(1954), Revenge of the Creature (1955) i The Creature Walks Among Us (1956).

Revenge of the Creature (o també Return of the Creature i Return of the Creature from the Black Lagoon) és la primera de dues seqüeles d'Universal-International de La dona i el monstre . Va ser l'única pel·lícula 3D estrenada el 1955 i l'única seqüela 3D d'una pel·lícula en 3D llançada durant "L'edat d'or del 3D". Produïda per William Alland i dirigida per Jack Arnold (el director de la primera pel·lícula de criatures), les estrelles de la pel·lícula foren John Agar, Lori Nelson, John Bromfield i Nestor Paiva. La criatura va ser interpretada per Tom Hennesy a la terra i, una vegada més, retratada per Ricou Browning sota l'aigua. Va marcar un paper inicial per a Clint Eastwood, en el seu debut cinematogràfic.
Revenge of the Creature es va estrenar a Denver el 23 de març de 1955 i una seqüela "plana", no 3D, The Creature Walks Among Us, es va estrenar el 1956. Revenge fou estrenada com a doble sessió amb Cult of the Cobra.

## Trama
Després d'haver sobreviscut malgrat estar farcit de bales, l'home agalla és capturat i enviat a l'Oceanari Ocean Harbour de Florida, on és estudiat pel psicòleg d'animals professor Clete Clete Ferguson (John Agar) i l'estudiant d'ictiologia Helen Dobson (Lori Nelson).
Helen i Clete comencen ràpidament a enamorar-se, massa per al ximple de Joe Hayes (John Bromfield), el porter de l'home agalla. L'home agalla té un gust instantani per Helen, que dificulta greument els esforços de Clete per comunicar-se amb ell. En última instància, l'home agalla s’escapa del seu tanc, matant Joe en el procés i es llença a l’oceà obert.
Incapaç de deixar de pensar en Helen, l'home agalla aviat comença a perseguir-la i a Clete, finalment la segresta d’un restaurant a la vora del mar on els dos estan en una festa. Clete intenta caçar-lo, però l'home agalla s’escapa a l’aigua amb el seu captiu. Clete i la policia arriben just a temps i quan la criatura surt, la policia el dispara mentre Clete salva Helen.

## Repartiment
| Actor              | Paper                                           |
| ------------------ | ----------------------------------------------- |
| John Agar          | Prof. Clete Ferguson                            |
| Lori Nelson        | Helen Dobson                                    |
| John Bromfield     | Joe Hayes                                       |
| Nestor Paiva       | Lucas                                           |
| Grandon Rhodes     | Jackson Foster                                  |
| Dave Willock       | Lou Gibson                                      |
| Robert Williams    | George Johnson                                  |
| Charles Cane       | Police Captain                                  |
| Robert Hoy         | Charlie                                         |
| Brett Halsey       | Pete                                            |
| Ricou Browning     | Home agalla (sota l'aigua)                      |
| Tom Hennesy        | Home agalla (a) erra                            |
| Jere A. Beery, Sr. | Fotògraf                                        |
| Patsy Lee Beery    | Noia al cotxe                                   |
| Clint Eastwood     | Tècnic de laboratori Jennings (sense acreditar) |

## Producció

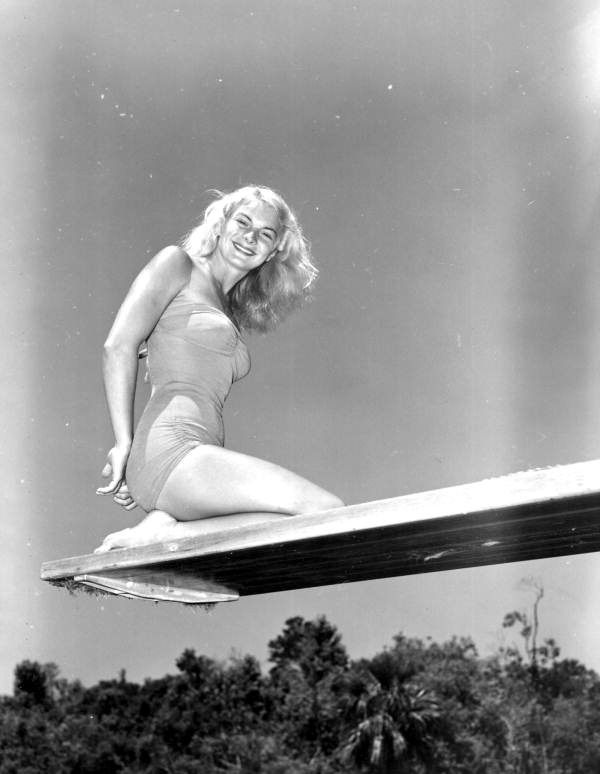
Ginger Stanley va fer acrobàcies submarines en les dues primeres pel·lícules de criatura.

Utilitzant els títols de treball de "Return of the Creature" i "Return of the Creature from the Black Lagoon", es va produir un film al Marineland de Florida que va interpretar el paper de l'oceà Oceanarium de la pel·lícula. El riu St. Johns es va situar a l'Amazones a la pel·lícula.
El restaurant Lobster House on la criatura segresta Helen es trobava a Jacksonville, Florida. Va ser destruït pel foc el 1962. El restaurant Diamondhead (ara el River City Brewing Co.) va ser construït al costat del lloc on va ser l'antic Lobster House un cop Stod. Friendshy Park es va construir a la terra vacant a prop d'on es trobava Lobster House.
Revenge of the Creature marca el debut a pantalla de Clint Eastwood, que apareix no acreditat com a tècnic de laboratori anomenat Jennings a principis de la història. Se li demostra una discussió amb el professor Ferguson, acusant un gat subjecte de prova de menjar-se una rata de laboratori, només per trobar la rata a la butxaca del seu laboratori.

## Recepció
Revisada críticament a The New York Times, Revenge of the Creature va ser desmuntada com a seqüela de quarta amb el comentari, "... Anem endavant, com abans". A part d'algunes seqüències interessants que impliquen la configuració, "El que probablement és l'aquari més inusual del món fa un fons bonic i pintorescs ..." La revisió era descoratjadora de la producció. Escrivint per AllMovie, l'autor Hal Erickson va informar que tot i que la pel·lícula és "[n] gairebé tan bona com la primera criatura [de la llacuna negra], Aquest seguiment se salva per la fotografia subaquàtica". Tot i que descrivint la pel·lícula com un "esforç menor" amb "no gaire que és original o atractiu", Craig Butler va escriure que "el públic pot sentir més simpatia per la criatura d'aquesta [pel·lícula], el veu encadenat, famèlic i maltractat d'una altra manera", i que la pel·lícula conté "una rara (per al període) itnent per humanitzar el plom femení".
Tot i que Revenge of the Creature s'ha emès a la televisió en forma d'anàglif d'ulleres vermelles i blaves (per exemple, el 1982 a la zona de la Badia de San Francisco), es va mostrar originalment als cinemes pel mètode de la llum polaritzada 3D polaritzada i es va veure a través d'ulleres amb filtres polaritzadors grisos. També es va publicar una versió "plana" sense 3D.
El 1997 Revenge of the Creature fou parodiada a la sèrie de comèdia televisiva Mystery Science Theater 3000, arcant el seu primer episodi al Sci-Fi Channel.

## Mitjans domèstics
Universal Studios va llançar Revenge of the Creature en VHS a la Universal Monsters Classic Collection i en DVD en una caixa, juntament amb La dona i el monstre i The Creature Walks Among Us. S'hi va afegir un documental addicional entre bastidors. La pel·lícula es va tornar a estrenar en Blu-ray, juntament amb les altres dues pel·lícules de la trilogia "Creature". Revenge of the Creature també es va publicar en LaserDisc com a doble sessió amb The Creature Walks Among Us.